# Kuma (Kumamoto)
Kuma (球磨村, Kuma-mura) est un village du district de Kuma, dans la préfecture de Kumamoto, sur l'île de Kyūshū, au Japon.

## Géographie

### Situation

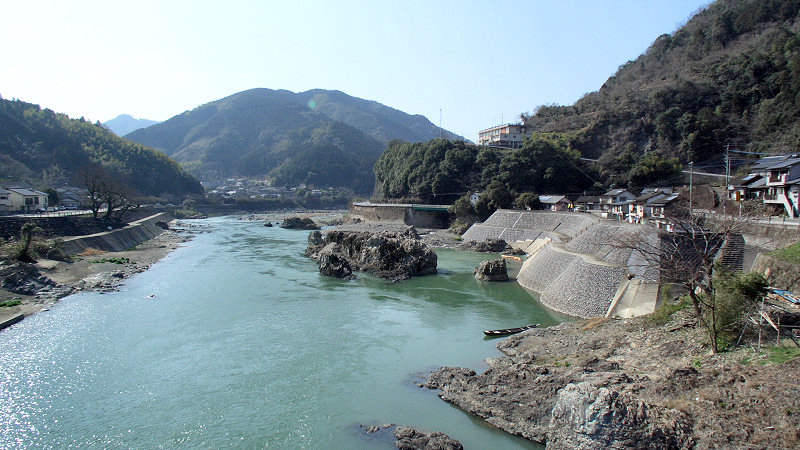
Le fleuve Kuma à Kuma.

Le village de Kuma se situe dans le sud-ouest de la préfecture de Kumamoto. Ce village rural de montagne s'étend sur 25 km, dans sa longueur du nord au sud, à environ 35 km au sud de Kumamoto, capitale de la préfecture du même nom.
Le fleuve Kuma, dont l'embouchure se trouve au bord de la mer de Yatsushiro, traverse d'est en ouest la partie centrale de Kuma et forme la limite nord-ouest du village.
Près de 88 % de la superficie du village sont recouverts de forêts.

### Démographie
Au 1er février 2016, la population de Kuma s'élevait à 3 968 habitants répartis sur une superficie de 207,73 km2.
Depuis le milieu des années 1950, la population du village de Kuma n'a pas cessé de décroître, passant de 12 833 en 1955 à 6 150 en 1990 puis 4 249 habitants selon les résultats du recensement national de 2010.
En 1990, pour la première fois, la proportion des personnes âgées de plus de 64 ans est supérieure à celle des jeunes de moins de 15 ans et devient la tranche d'âges la plus importante en 2010.
Selon une projection statistique, la population de Kuma devrait passer en-dessous de la barre des 2 000 habitants au début des années 2040.

### Municipalités voisines
| Ashikita | Yatsushiro                     | Yamae             |
| Ashikita | Kuma(*préfecture de Kagoshima) | Yamae / Hitoyoshi |
| Minamata | Isa*                           | Hitoyoshi         |

### Climat
La température annuelle moyenne de Kuma est d'environ 15 °C et les précipitations annuelles sont de 2 300 mm. L'hiver le mercure peut descendre jusqu'à −6,4 °C et grimper jusqu'à 36 °C en été.

## Économie
Le village de Kuma est essentiellement une commune agricole qui produit des légumes, des fruits (pommes, poires, myrtilles, fraises) et du riz. Il maintient aussi une importante exploitation forestière, tirant bénéfice des ressources naturelles abondantes et durables de la région.

## Histoire
À l'époque d'Edo (1603-1868), les trois villages de Watari, Isshōchi et Kōnose sont des dépendances du domaine de Sagara. En 1889, lors de la mise en place du nouveau système d'administration des municipalités élaboré par le gouvernement de Meiji, les trois villages sont intégrés dans un même district. Le 1er avril 1954, dans le cadre du programme national de regroupement de municipalités développé par le gouvernement japonais, les trois villages fusionnent et forment la nouvelle municipalité de Kuma dans le district du même nom.

## Culture

### Lieux remarquables
Le village de Kuma est membre de l'association Les Plus Beaux Villages du Japon depuis 2013.

### Sanctuaire Kumanoza

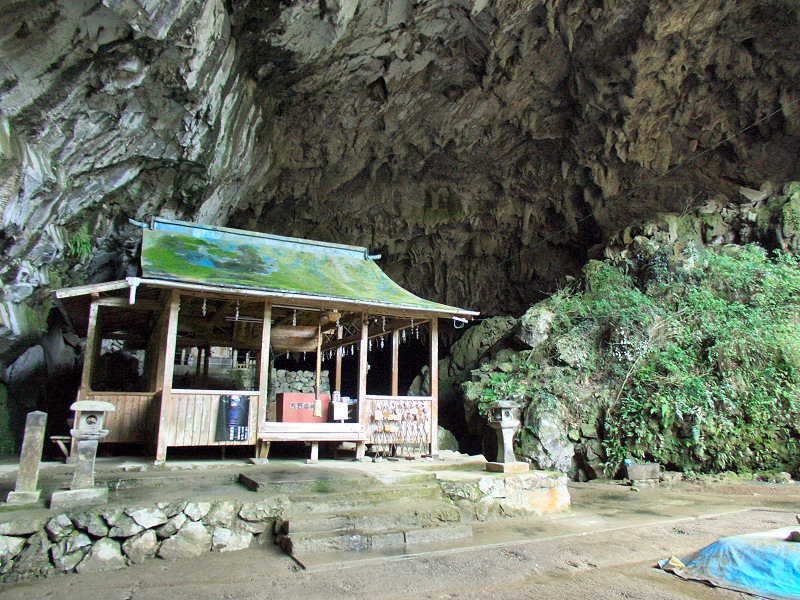
Sanctuaire Kumanoza dans la grotte Kōnose.

Dans le nord-ouest du village, près du fleuve Kuma, le Kumanoza-jinja est un sanctuaire shintō construit dans l'entrée d'une caverne de calcaire : la grotte Kōnose. Ce lieu saint du shintoïsme est un kumano-jinja qui accueille les couples récemment mariés en quête d'une bénédiction divine.
L'eau de source qui s'écoule de la fontaine à l'entrée de la grotte est censée être de nature divine.
La grotte elle-même, haute de 7 m, large de 45 m et profonde de 70 m, est classée depuis mars 2015 lieu de beauté pittoresque de niveau national par le ministère de l'Éducation, de la Culture, des Sports, des Sciences et de la Technologie. Son plafond est tapissé de stalactites et de nids d'hirondelles de fenêtre. Au fond de la grotte, des eaux de pluie stagnantes forment un étang.

### Grotte Kyūsendō
Découverte en mars 1973, sur la rive droite du fleuve Kuma dans l'ouest de Kuma, la grotte Kyūsendō est une grotte calcaire active : des concrétions calcaires, stalactites et stalagmites, continuent de se développer sous l'action érosive des eaux d'infiltration qui alimentent le fleuve Kuma.
Longue de 4,8 km, dont seul 1 km est accessible au public, elle est un habitat pour diverses espèces de chauves-souris : le grand rhinolophe, Miniopterus fuliginosus et le grand minioptère.
Sa formation, sous l'effet d'un soulèvement des fonds marins, remonterait à 300 millions d'années.

### Rizières en terrasses
Une scène pittoresque typique de Kuma est constituée par les rizières en terrasses des quartiers de Matsutani et Oninokuchi. Ces parcelles de terres cultivables couvertes de plants de riz — appelées tanada — sont aménagées en escalier sur les flancs des montagnes du village. Elles sont alimentées en eau de pluie captée par des canaux d'irrigation. Chaque terrasse est entourée d'une digue faite de pierres et de boue pour retenir l'eau.

## Symboles municipaux
La bannière de Kuma est composée d'un assemblage en un cercle des deux syllabes stylisées formant le nom du village : « く » et « ま », syllabe du syllabaire japonais hiragana. Ce motif de forme arrondie représente des villageois tous unis dans un village en plein essor au cœur du bassin du fleuve Kuma (couleur bleu).
L'arbre symbole de la municipalité de Kuma est, depuis 1984, le cèdre du Japon, et, depuis 2004, sa fleur symbole est la fleur du cerisier du Japon, son oiseau symbole le martin-pêcheur d'Europe et son poisson symbole l'ayu,.